# Simfonia núm. 2 (Lutosławski)
La Simfonia núm. 2 del compositor polonès Witold Lutosławski és una composició orquestral en dos moviments escrita entre 1965 i 1967. L'obra mostra la tècnica de l'"aleatorietat limitada" de Lutosławski, on les parts instrumentals individuals estan escrites exactament, però la seva coordinació precisa s'organitza utilitzant elements de l'atzar controlats.

## Transicions personals i musicals
Lutosławski va escriure la Simfonia núm. 2 entre 1965 i 1967. Els anys anteriors havien estat un moment de transició per a ell i per a Polònia. La Unió Soviètica sota Ióssif Stalin s'havia apoderat del control del país després de la Segona Guerra Mundial, i el dictat cultural amb mà de ferro del govern comunista va limitar severament tant la producció dels compositors polonesos com la seva exposició als desenvolupaments musicals del món exterior entre els anys 1949 i 1954. Moltes peces, inclosa la Primera Simfonia de Lutosławski, van ser condemnades com a formalistes (centrades en consideracions esotèriques de la forma més que en parlar directament al proletariat) i prohibides de les representacions públiques. El 1956, els polonesos van aprofitar la mort de Stalin per reformar el seu govern. La ideologia comunista nacional dominant es va tornar més liberal, especialment pel que fa a les arts.
En representació d'aquest canvi, el 1957 va tenir lloc la primera tardor de Varsòvia (festival internacional de música de Polònia). L'objectiu d'aquest festival era exposar el públic polonès a la nova música que havia estat prohibida pel règim comunista i promoure l'obra dels compositors polonesos moderns. L'obra de Lutosławski Muzyka żałobna ("Música del dol" de vegades traduïda per "Música fúnebre") es va presentar al festival de 1958. Durant la dècada següent, la reputació de Lutosławski va florir tant a Polònia com a l'estranger; va viatjar a molts centres musicals europeus i americans per servir com a crític musical en festivals, escoltar la interpretació de les seves obres i rebre diversos premis.
La Segona Simfonia va marcar la culminació de la música de Lutosławski fins a aquest punt. Els anys entre el final de la Segona Guerra Mundial i la seva finalització havien estat un esforç continu per fonamentar el seu estil personal. Lutosławski havia completat la Primera Simfonia el 1947, una obra que alguns han anomenat neoclàssica pel seu ampli ús del cànon i l'adhesió a la forma estàndard de 4 moviments i la forma sonata en el primer moviment. Gairebé dues dècades separen la primera i la segona simfonia, i musicalment, són un món a part. En el procés de composició de Cinc cançons sobre textos de Kazimiera Iłłakowicz (1956–1958), Muzyka żałobna (1958), Tres postludis (1959–1964) i Jeux vénitiens (1960–1), va desenvolupar els elements harmònics i rítmics que defineixen la Simfonia núm. 2 i altres obres madures. El segon moviment de la simfonia fins i tot va utilitzar algun material que havia estat esbossat i abandonat per a un quart postludi.
Aquests trets distintius del nou estil de Lutosławski inclouen acords agregats harmònics que utilitzen els dotze tons, accelerando macrorítmic, textura com a element formal i una preferència per agrupar instruments amb colors similars. Quan Lutosławski va escoltar el Concert per a piano de John Cage, va començar a explorar l'aleatorietat limitada, i això es va convertir en una característica del seu estil, encara que intencionadament mai va ampliar el seu ús de tècniques atzar més enllà del ritme. Lutosławski va afirmar que aquesta tècnica rítmica permet a al músic un paper més interpretatiu tot preservant el control del compositor. El color harmònic el preocupava; va ser una manera de vincular-se a compositors anteriors com Debussy. Per a Lutosławski, el color era un fenomen vertical en la música, creat tant pels instruments utilitzats conjuntament com pels intervals que creaven les seves parts. Lutosławski va continuar amb l'impuls de la Simfonia núm. 2 per escriure el Livre pour orchester (1968), cristal·litzant encara més el seu estil personal.

## Comissió i primeres actuacions
A principis de la dècada de 1960, Lutosławski tenia tantes ofertes d'encàrrecs que només va acceptar aquelles que s'alineaven amb els seus objectius compositius actuals. La Simfonia núm. 2 es va desenvolupar a partir d'un encàrrec del Norddeutscher Rundfunk d'⁣Hamburg per commemorar el concert número 100 de la seva sèrie de noves obres musicals. Malauradament, tota la simfonia no es va completar a temps per al concert d'Hamburg, de manera que només el segon moviment, Direct, va ser interpretat pel Norddeutscher Rundfunk amb Pierre Boulez dirigint, el 18 d'octubre de 1966 La interpretació va ser rebuda amb gran entusiasme i apreciació per tots els assistents al concert. Malgrat que la recepció va ser positiva, Lutosławski va quedar decebut per la naturalesa parcial de la música estrenada. Menys d'un any després, el 9 de juny de 1967, l'⁣Orquestra Simfònica de la Ràdio Polonesa va estrenar la Simfonia núm. 2 (tant Hésitant com Direct) amb la direcció de Lutosławski. La següent actuació va tenir lloc aquell any a la tardor de Varsòvia.

## Discografia
- Lutosławski, Witold. Jeux venitiens, Orquestra Filharmònica Nacional de Varsòvia dirigida per Witold Rowicki, 1962; Poemes de Henri Michaux, cor de la ràdio polonesa a Cracòvia dirigida per Witold Lutosławski i simfònica nacional de la ràdio polonesa dirigida per Jan Krentz, 1964. Simfonia núm. 2, Orquestra Filharmònica Nacional de Varsòvia dirigida per Witold Lutosławski, 1968. Polònia : Polskie Nagrania Muza, PNCD 041, 1989. Disc compacte.
- Lutosławski, Witold. Lutosławski at the Guildhall: Live Recordings of Lutosławski. Guildhall Symphony Orchestra dirigida per Wojciech Michniewski. Surrey, Anglaterra : Somm Recordings, SOMMCD 219, 1999. Disc compacte.
- Lutosławski, Witold. Simfonia núm 2 . Orquestra Filharmònica Nacional dirigida per Witold Lutosławski. Varsòvia: Muza XL 0453, 196?.
- Lutosławski, Witold. Simfonia núm 2 . Orquestra Simfònica de la Ràdio Nacional de Polònia dirigida per Antoni Wit. Hong Kong: Naxos 8.553169, 1994.
- Lutosławski, Witold. Simfonia núm.2; Simfonia núm.4 . Rundfunk-Sinfonieorchester Saarbrücken dirigida per Roman Kofman. Saarländ, Alemanya: cpo/Saarländischer Rundfunk, cpo 999 386–2, 1997. Disc compacte.
- Lutosławski, Witold. Simfonia núm.2; Concert per a piano; Chantefleurs et Chantefables; Fanfàrria per a la Filharmònica de Los Angeles . Filharmònica de Los Angeles dirigida per Esa-Pekka Salonen. Sony Classical 67189, 1996. Disc compacte.
- Lutosławski, Witold. Simfonies núms 1 i 2; Variacions simfòniques; Musique Funébre . Orquestra Simfònica de la Ràdio Polonesa dirigida per Witold Lutosławski. EMI Matrix 3, 1994. Disc compacte.
- Lutosławski, Witold. Sinfonia núm. 2 . Sinfonieorchester des Sűdwestfunks, Baden-Baden dirigida per Ernest Bour. Maguncia: Wergo WER 60 044, 197?.
- Lutosławski, Witold. Simfonies 2 i 3 . Orquestra Simfònica de la Ràdio Finlandesa dirigida per Hannu Lintu. Hèlsinki, Ondine ODE 1332-5, 2020.